# 万丹省
萬丹省是印度尼西亞的一個省，位於爪哇島最西部，隔巽他海峽與蘇門答臘島相望。2000年自西爪哇省分出。面積9,160.7平方公里。首府西冷。下轄三市和四區。

## 人口
2005年人口9,308,944人，以萬丹族、巽他族、爪哇族佔多數。宗教方面以穆斯林佔多數。

## 历史
明朝史籍《东西洋考》称为下港，一名顺塔。
《顺风相送》称为顺塔，下港，新拖。